# جون ين
جون ين (بالإنجليزية: John Yen) هو باحث في مجال الذكاء الاصطناعي وعالم حاسوب أمريكي، ولد في 14 أكتوبر 1958 في سين شو في تايوان.